# Окли (Закарпатская область)
Окли (укр. Оклі) — село в Пийтерфолвовской общине Закарпатской области Украины.
Население по переписи 2001 года составляло 366 человек. Почтовый индекс — 90365. Телефонный код — 03141. Занимает площадь 1,430 км². Код КОАТУУ — 2121282403.

## История
В 1946 году указом ПВС УССР село Аклин переименовано в Кленовое.
В 2000 году селу возвращено историческое название.

## Местный совет
90365, с. Неветленфолу, вул. Фогодо, 36